# Modus vivendi mezi Svatým stolcem a Československou republikou
Modus vivendi mezi Svatým stolcem a Československou republikou byla dohoda uzavřená mezi Svatým stolcem a Československou republikou v lednu 1928. Modus vivendi obsahoval ujednání ohledně úpravy hranic církevních provincií a jmenování biskupů.

## Uzavření úmluvy
Text úmluvy byl dohodnut 17. prosince 1927, v lednu 1928 byl stvrzen vzájemnou výměnou nót a v platnost vstoupil 2. února 1928. Československo tímto krokem navázalo diplomatické vztahy se Svatým stolcem přerušené roku 1925 a překonalo krizi vztahů mezi římskokatolickou církví a československým státem (spory o státní svátky, Marmaggiho aféra).

## Obsah úmluvy
Svatý stolec a československá vláda se především dohodly na úpravě hranic diecézí tak, aby odpovídaly československým státním hranicím (článek I). Stejným způsobem měly být upraveny i provincie řádů a řeholních kongregací, aby řeholní domy v Československu nepodléhaly zahraničnímu provinciálovi. Pokud některý řád nebo kongregace nemohl ustavit v Československu vlastní provincii, měly být jeho řeholní domy podřízeny přímo generálnímu představenému (čl. III).
Jména biskupů měla být ještě před jejich jmenováním oznámena československé vládě, aby mohla případně vznést námitky proti jmenování, zejména pokud kandidát nebyl československým občanem, nebo vyvíjel separatistickou či protiústavní činnost (čl. IV). Po svém jmenování měli hodnostáři složit přísahu věrnosti Československé republice (čl. V).